# Eduard Romanjuta
Eduard Eduardovitj Romanjuta (Ukrainsk: Едуард Едуардович Романюта, engelsk translitteration: Eduard Eduardovich Romanyuta) er en ukrainsk sanger, der repræsenterede Moldova i Eurovision Song Contest 2015 med sangen "I Want Your Love".

## Biografi
Eduard Romanjuta er født i Ternopil i det vestlige Ukraine. Han har sunget siden fireårsalderen og har desuden studeret violin ved en musikskole. Han har deltaget i flere ukrainske og internationale musikkonkurencer, heriblandt i den ukrainske forhåndsudvælgelse til Eurovision Song Contest ved flere lejligheder.
Den 28. februar 2015 vandt han den moldaviske forhåndsudvælgelse O Melodie Pentru Europa med nummeret "I Want Your Love". Han repræsenterede dermed Moldova med dette nummer ved Eurovision Song Contest 2015 i Wien. Her gik han ikke videre fra semifinalen, idet hans optræden indbragte en 11. plads; de ti bedste gik videre.